# Увальне
Ува́льне (каз. Увальный) — село у складі району Беїмбета Майліна Костанайської області Казахстану. Входить до складу Новоільїнського сільського округу.
Населення — 71 особа (2021; 132 у 2009, 416 у 1999, 510 у 1989).